# Žeteoci
Žeteoci („Die Erntenden“) war die bekannteste Sacropop-Band Jugoslawiens. Sie bestand in den Jahren 1965 bis 1971, alle vier Mitglieder studierten damals Katholische Theologie an der Universität Zagreb.
Die Musik der Žeteoci bestand überwiegend aus Coverversionen von Stücken des Neuen Geistlichen Liedes. Die Žeteoci gaben Konzerte unter anderem in Deutschland, Österreich, Schweiz, Italien, Kanada und USA.
Im April 2007 traten die Žeteoci nochmals gemeinsam auf einem Festival in Varaždin auf.

## Mitglieder
Mijo Bergovec (* 12. Mai 1945 in Hodošan, heute zur Gemeinde Donji Kraljevec, Gespanschaft Međimurje, gehörend) spielte bei den Žeteoci Orgel. Nachdem er zunächst ein Studium der Theologie und Philosophie begonnen hatte, studierte er 1970 bis 1975 Medizin an der Universität Zagreb, danach war er als Arzt tätig. 1988 war er für einen Weiterbildungs- und Forschungsaufenthalt am Universitätsklinikum Hamburg-Eppendorf. Seit 2000 ist er Professor für Kardiologie in Zagreb; er veröffentlichte zahlreiche wissenschaftliche Artikel. Er leitet den Zagreber Ärztechor.
Valent Bogadi (* 29. Januar 1946 in Vrhovec Bednjanski, heute zur Gemeinde Bednja, Gespanschaft Varaždin gehörend; † 2. Januar 2009) spielte Gitarre. Er wurde 1971 zum Priester geweiht, er war in Sveta Nedelja, Grubišno Polje und Sveti Križ Začretje tätig. Von 1982 bis 2001 lebte er in Toronto (Kanada), wo er eine kroatische katholische Gemeinde betreute. Ab 2001 war er Geistlicher in Varaždinske Toplice. Er kam erst nach der Gründung der Band hinzu und ersetzte den ausgeschiedenen Josip Pustički.
Mato Dukić (* 12. März 1944 in Bučje, heute zur Gemeinde Pleternica, Gespanschaft Požega-Slawonien) spielte Bassgitarre. Er war später Religionslehrer in Prigorje Brdovečko (Gemeinde Brdovec bei Zaprešić) und danach bei der Caritas beschäftigt. Inzwischen im Ruhestand leitet er einen Kirchenchor in Brdovec (Stand 2018).
Mijo Gabrić (* 25. September 1943 in Radovanje, heute zur Gemeinde Oriovac, Gespanschaft Brod-Posavina) spielte Schlagzeug. Er war später Geistlicher am Domkapitel in Zagreb, wo er 2019 im Zusammenhang mit finanziellen Unregelmäßigkeiten zwangsweise in den Ruhestand versetzt wurde.
Vor der Gründung der Band hatten alle vier in einem Hochschulchor unter Leitung von Albe Vidaković gesungen.

## Schallplatten
Die Žeteoci haben eine Langspielplatte und eine Single aufgenommen. Beide Platten wurden gemeinsam von Jugoton und Glas Koncila vertrieben.

### To nije tajna
Die LP To nije tajna wurde 1968 veröffentlicht und hatte die Bestellnummer Jugoton ULPV-S-7. Sie erreichte hohe Verkaufszahlen, die erste Auflage in Höhe von 10.000 Stück war bereits nach wenigen Monaten ausverkauft. Es gab drei Auflagen mit jeweils anderem Cover-Designs. Auf der Rückseite des Covers sind alle Texte abgedruckt.
Sie enthält folgende Titel:
- Seite A
  - To nije tajna (Es ist kein Geheimnis, orig. It's no secret von Stuart Hamblen)
  - De colores (trad.)
  - Noć (Die Nacht, orig. La nuit von Aimé Duval)
  - Molitva Sv. Franje (Gebet des Heiligen Franziskus, orig. trad. Michael Row the Boat Ashore)
  - Rumeno nebo (Der rote Himmel, orig. Le ciel est rouge von Aimé Duval)
  - Aleluja (Halleluja, orig. Man singt hier und dort Halleluja von Alfred Flury)

- Seite B
  - To je moj život (So ist mein Leben, trad.)
  - Tmina (Finsternis, Alfred Flury)
  - Mrtvi Siromah (orig. L'espérance morte von Aimé Duval)
  - Prazan život (Das leere Leben, Bergovec/Stanko)
  - Kakav prijatelj je Isus? (Welch ein Freund ist Jesus?, orig. What a Friend We Have in Jesus von Charles Crozat Converse und Joseph Medlicott Scriven)
  - Ja sam sretan (Ich bin glücklich, trad.)

### Majka Marija
Die Single Majka Marija (1971, Bestellnummer Jugoton USD 114) haben die Žeteoci gemeinsam mit dem Schlagersänger Arsen Dedić aufgenommen. Sie enthält die Stücke Majka Marija und Majko Božja Bistrička.